# Castell de Palafolls
El castell de Palafolls és un edifici militar medieval situat dalt del turó del Castell al municipi de Palafolls (Maresme) i prop de la costa. La fortalesa es troba a la cresta d'una muntanya allargada i de poca elevació que s'estén de nord-oest a sud-est i quasi paral·lela al riu Tordera. Molt enrunat, fou construït dominant la panoràmica del curs baix i la plana fèrtil del riu Tordera, en un lloc estratègic per controlar el camí ral de Girona a Barcelona per la costa. Va esdevenir centre de la important baronia de Palafolls dins el comtat de Girona, jurisdicció de la qual s'estenia pels actuals termes de Malgrat, Palafolls, Santa Susanna i part de Blanes. És un edifici declarat bé cultural d'interès nacional.
El nom deriva de Palatiolo i hi ha indicis que l'indret era fortificat de molt abans. Les aigües de la Tordera, aprofitades amb séquies i valls, servien per a regar les terres i per als molins bladers, paperers i drapers que s'hi establiren en emfiteusi, monopoli de la baronia. Sembla que el segle xiii el castell de Palafolls era ja una gran fortalesa. La major part de les construccions es consideren bastides entre els segles xii i xv.

## Història

### Època medieval
Del castell de Palafolls hi ha constància des de 1035 i centrà la baronia de Palafolls, que comprenia Palafolls, Malgrat, Santa Susanna i part del de Blanes. El 1113 Ramon Berenguer cedí la senyoria major als vescomtes de Girona que després s'anomenaren Cabrera. La sobirania menor corresponia al Palafolls, qui entre d'altres cases fundaren Vilanova Palafolls i donaren carta de poblament a Malgrat. L'any 1035 pertanyia a Humbert de Sesagudes. La seva filla Guisla es casa amb Bernat Gausfred, el qual rep la castlania de Palafolls, juntament amb el castell de Montpalau, al qual trobarem esmentat com a senyor el 1104. Els seus descendents ja es cognomenaren Palafolls. El seu llinatge mantingué la possessió del castell i del terme en senyoria menor, car la major la reberen els vescomtes de Girona i d'aquests els de Cabrera. Així, l'any 1129, signa com a testimoni Berenguer de Palafolls. També en aquest segle xii s'esmenta a Bernat de Palafolls. Al segle següent (1229) Guillem de Palafolls acompanyà Guillem de Montcada a la conquesta de l'illa de Mallorca al costat de Jaume el Conqueridor. És en aquest segle xiii que es comença a eixamplar el primer recinte del castell i es construeix un segon recinte de dimensions considerables.
El 1301 Pere III passa la jurisdicció als Cabrera dels quals un bon nombre d'aquestes hi depenien, per la zona de Tordera-Montseny. Els Palafolls adquiriren el comtat d'Ariza. Quan la família Palafolls s'hagué afermat en el domini del castell de Palafolls, en quedà com a senyoria, si bé el domini superior o la jurisdicció criminal que competia al rei fou traspassat als poderosos vescomtes de Cabrera, als quals el senyor de Palafolls havia de fer vassallatge. Segons consta en les constitucions dels dominis dels Cabrera de 1358, inicialment, el seu terme, amb cúria i notaria pròpies, comprenia la parròquia de Sant Genís de Palafolls, part de la de Sant Pere de Pineda, on es formà la de Santa Susanna, i alguns masos de la parròquia de Tordera, a la planura de s'Abanell i s'Auguer, ara de Blanes. Això, dit en termes moderns, comprenia els actuals municipis de Palafolls, Malgrat, Santa Susanna i part del de Blanes, territori en aquella època poc poblat i boscós.
El primer nucli que va tenir carta de poblament per concessió de Berenguer de Palafolls i Constança, l'any 1245, fou Vilanova de Palafolls, que avui és Malgrat. La nova població, afavorida amb nous privilegis pels Cabrera els anys 1382 i 1423, s'independitzà parroquialment de Sant Genís de Palafolls el 1559, quan la població tenia ja cinquanta famílies. La plena independència civil l'obtingué avançat el segle xviii. Santa Susanna no formà municipi propi fins al principi del segle passat i s'originà en una església situada a l'antiga vall d'Alfatà o vall de Santa Susanna, sotmesa fins aleshores a la parròquia de Pineda. El centre administratiu d'aquesta baronia era el lloc de les Ferreries, dit també Palafolls.
Vers l'any 1370, en època de Pere el Cerimoniós, i després d'un greu enfrontament entre la noblesa catalana i la petita noblesa sense dominis d'importància. El rei Pere donà suport a aquests darrers, que formaren una lliga anomenada convinença dels cavallers de Catalunya i designaren quatre conservadors per a dirigir la lluita, un dels quals fou Guillem de Palafolls. Aquesta contesa portà Guillem de Palafolls a convertir-se també en conseller d'armes del monarca, al qual va vendre el 31 de març de 1381 el castell de Palafolls, a canvi que el rei li vengués el castell d'Ariza (Aragó) amb els seus dominis pel preu de 30.000 lliures barcelonines. Així, l'antiga família senyora dels drets de Palafolls passà a residir a terres aragoneses on, amb els anys, es cognominaren Palafox i esdevingueren marquesos d'Ariza. L'any següent, el 1382, el monarca va vendre el castell al vescomte Bernat IV de Cabrera per 21.000 lliures barcelonines. D'aquesta manera la fortalesa entrava a formar part de la poderosa família gironina.

### Època moderna
Durant la guerra contra Joan II (1462-1472) les poblacions del Maresme es posaren al costat de Barcelona. Els seguidors de la Diputació del General varen ocupar els castells de Montpalau i de Palafolls a Bernat Joan de Cabrera, molt addicte a la causa del rei, i els varen donar al navarrès Bertran d'Armendaris, que havia estat un acèrrim partidari del príncep de Viana i que per això se li va confiar la vigilància de la terra, en favor del conestable de Portugal, Pere IV de Catalunya. Bertran d'Armendaris morí l'any 1474, i els seus hereus acceptaren compensacions econòmiques d'Anna de Cabrera per la possessió de Palafolls. Així, el 1477 el castell tornà s ser propietat dels Cabrera.
A la segona guerra remença, després de l'assalt de 1485 per part dels pagesos a la notaria del castell de Montpalau, que incendiaren, Enric II d'Empúries, lloctinent general de Catalunya, ordenà que fos ben guardat el castell de Palafolls. Cap al segle xvi s'hi van fer algunes reformes per reforçar les defenses de la costa contra el perill dels pirates, però més tard va caure en desús i durant els segles xvii i xviii va entrar en una decadència irreversible. Com totes les possessions dels Cabrera, el 1572 va passar als Montcada i d'aquests, el 1722, als Medinacelli, moment en què ja hi quedaven poques parets dempeus, aquests detingueren la propietat fins que va passar a l'Estat, el 1880.
L'any 1966 es va crear l'entitat "Amics del Castell de Palafolls", que vetlla pel castell. El 1971, l'arquitecte Joan Bassegoda i Nonell va restaurar-ne l'església.

## Arquitectura
Les restes que es conserven del castell de Palafolls van del final del segle x fins al segle xiv, en què assoleix la seva grandària actual. La planta del castell, de forma allargada, és força complexa, dividida entre la part sobirana i la jussana. L'emplaçament, amb els acusats desnivells de la muntanya, determina aquesta irregularitat, amb un desequilibri manifest en les masses de construcció, ja que les més fortes i destacades han d'agrupar-se al cim que s'alça a l'extrem meridional de la muntanya, mentre el recinte exterior es prolonga fins al nord per cobrir tota la longitud de l'allargat planell. Tot i així, el conjunt presenta una planta aproximadament rectangular dins de la qual s'acumulen els edificis residencials a la meitat meridional i més enlairada. La torre de l'homenatge es repenja sobre el costat més escarpat, l'oriental. El nucli residencial és al seu entorn. A la part occidental, el terreny també té una inclinació molt pronunciada. Els costats estrets del rectangle resultarien els més vulnerables, i per això es van fortificar d'una manera especial.
El primer clos de muralles, el més exterior correspondria al segle xiv, d'alts murs gruixuts amb sageteres que, alhora, servien de contenció de les terres que configuren la plataforma del castell. El segon recinte, amb un pas de ronda emmerletat, comprèn les restes d'una gran sala, sota la qual apareixen sitges o cellers. També trobem en aquest segon recinte una cisterna de gran profunditat coberta amb una volta de canó. Al tercer recinte, a més de l'església del castell, d'una sola nau, amb absis circular, tocant a la muralla, sobre la qual discorre el pas de ronda, hi ha les habitacions dels senyors, segurament del segle xiii, que per la banda de llevant donen directament a l'exterior emergint sobre la muralla.
Destaca també la capella, aixecada sobre les restes de la capella del castell. De l'edifici antic només resta la capçalera repenjada sobre la muralla; emplaçament obligat que prescindeix de l'orientació usual de l'època. Petita església d'una sola nau apuntada sense cap ornamentació. Actualment restaurada.
Per altra banda destaca també la sala principal del castell, que s'aixeca juntament amb el semisoterrani aprofitant el desnivell del terreny. Al soterrani s'hi arriba per una volta de canó i al seu interior degué servir com a magatzem de vitualles. La sala principal, al damunt, rectangular i espaiosa, amb sostres de bigues sobre arcs de fàbrica. Aquesta estança tenia finestres obertes a la muralla i una altra damunt de la porta. Actualment està enfonsada però resten els elements essencials per a la seva restauració. En el seu lateral s'hi obre una porteta i una recambra per a ús del senyor i comunicació més directa amb la seva residència.